# Alberto III de Baviera
Alberto III de Baviera, conocido como Alberto III el Piadoso (en alemán: Albrecht III. der Fromme; Múnich, 27 de marzo de 1401-ibidem, 29 de febrero de 1460), de la Casa de Wittelsbach, fue duque de Baviera-Múnich desde 1438 hasta su muerte en 1460.

## Biografía
Nació en Múnich el 27 de marzo de 1401 como hijo del matrimonio entre el duque de Baviera-Múnich, Ernesto, y de Isabel Visconti, hija de Bernabé Visconti, señor de Milán.
Alberto participó en la batalla de Alling que enfrentó a los co-duques Ernesto y Guillermo III de Baviera-Múnich, y al duque Luis VII de Baviera-Ingolstadt, en la que salvó la vida a su padre. En 1429 fue prometido con Isabel, hija de Eberardo III de Wurtemberg, pero esta se fugó y se casó con un conde de Werdenberg, que había sido paje en la corte de su padre.
En 1432, mientras cumplía las funciones de administrador de las tierras de Baviera-Straubing en nombre de su padre, se casó en secreto con Agnes Bernauer, una criada de Augsburgo. Su padre, al enterarse, creyó que sería un problema para la sucesión y formuló en 1435 una acusación de brujería contra Agnes, que fue ahogada en Straubing, en el Danubio, mientras Alberto estaba cazando. Al volver de la cacería, Alberto se refugió con el duque Luis VII en Ingolstadt, pero meses después se reconcilió con su padre. En 1436, contrajo matrimonio con Ana de Brunswick-Grubenhagen-Einbeck (1420-1474), hija de Erico I de Brunswick-Grubenhagen, con quien tuvo diez hijos.
Tras la muerte de su padre en 1438, pasó a ser duque de Baviera-Múnich. En 1440, rechazó la corona de Bohemia, que le era ofrecida. Desarrolló una fuerte campaña contra los raubritter (señores feudales que cobraban impuestos y peajes ilegítimos, entre otras actividades) en 1444 y 1445. Tras la extinción de la línea ducal de Baviera-Ingolstadt en 1447, renunció a sus derechos en favor de un primo de su padre, Enrique IV de Baviera-Landshut, a pesar de la fuerte oposición. En 1455 fundó, en una colina al este del Ammersee, en el distrito de Starnberg, el monasterio benedictino de Andechs y acometió una profunda reforma de los monasterios bávaros. Su fervorosa religiosidad le valió el sobrenombre el Piadoso.
Murió el 1460 en Múnich, a consecuencia de una epidemia de peste, el mismo día que su hijo Ernesto. Fue enterrado en el monasterio de Andechs. Le sucedieron conjuntamente sus hijos, Juan y Segismundo.

## Descendencia
- Juan IV (Múnich, 4 de octubre de 1437- Haidhausen, 18 de noviembre de 1463), fue duque de Baviera-Múnich.
- Ernesto (Múnich, 26 de agosto de 1438-Straubing, 29 de febrero de 1460).
- Segismundo (Straubing, 26 de julio de 1439-Castillo de Blutenburg, 1 de febrero de 1501), fue duque de Baviera-Múnich y más tarde de Baviera-Dachau.
- Alberto (24 de diciembre de 1440-Straubing, 1445).
- Margarita (Múnich, 1 de enero de 1442-Mantua, 14 de octubre de 1479), contrajo matrimonio el 10 de mayo de 1463 con el marqués de Mantua, Federico I Gonzaga.
- Isabel (2 de febrero de 1443-Leipzig, 5 de marzo de 1486), contrajo matrimonio con el príncipe elector de Sajonia, Ernesto I.
- Alberto IV (Múnich, 15 de diciembre de 1447-10 de marzo de 1508), fue duque de Baviera-Múnich y luego de toda Baviera.
- Cristóbal (6 de enero de 1449-Rodas, 8 de agosto de 1493), fue duque de Baviera-Múnich.
- Wolfgang (1 de noviembre de 1451-Landsberg am Lech, 24 de mayo de 1514), canónigo en Passau, Augsburgo y Colonia. Al servicio del emperador Maximiliano I del Sacro Imperio Romano Germánico.
- Bárbara (Múnich, 9 de junio de 1454-24 de junio de 1472), monja en Múnich.

También tuvo por lo menos tres hijos ilegítimos.